# SPOTLIGHT (MONSTA Xの曲)
「SPOTLIGHT」（スポットライト）は、韓国の男性歌手グループ、MONSTA Xの楽曲。2018年1月31日にMercury Tokyoより日本での3枚目のシングルとして発売された。

## 解説
前作『Beautiful』から約5ヶ月ぶりのリリースで、アルバム『PIECE』からの先行シングル。
表題曲は、グループ初の日本でのオリジナル曲で、ウォノは「日本のMONBEBEも喜んでくれるのではないかと、僕らも凄く楽しみにしていたし、気合を入れて作った」と語っている。
本作の発売を記念した個別ハイタッチ会が2018年2月3日にZepp Osaka Bayside、2月4日に東京ビッグサイト東8ホールで実施されたが、メンバーのミニョクはインフルエンザの診断を受け不参加となった。
2018年2月12日付のオリコン週間シングルランキング、Billboard Japan Hot 100チャート、Billboard Japan Top Singles Salesチャートで初登場2位を獲得。日本レコード協会からはゴールド認定を受けた。

## 仕様
【初回限定盤A】
- 品番 : UMCE-9007
- CD+DVDの形態で、DVDに表題曲「SPOTLIGHT」のミュージック・ビデオとメイキング映像を収録。
- スリーブケース仕様
- 初回特典：スクラッチカード

【初回限定盤B】
- 品番 : UMCE-9008
- CDのみの形態
- アナログサイズジャケット仕様
- 初回特典：スクラッチカード
- アナザージャケット:全7種のうち1種をランダム封入

【通常盤】
- 品番 : UMCE-5003（初回限定仕様 : UMCE-5003X）
- CDのみの形態
- 初回封入特典：スクラッチカード
- 初回限定特典：トレーディングカードを全8種（メンバーソロ各7種・集合1種）のうち1種ランダム封入

## 収録内容
| #         | タイトル                          | 作詞                                                                    | 作曲                                      | 編曲            | 時間 |
| --------- | --------------------------------- | ----------------------------------------------------------------------- | ----------------------------------------- | --------------- | ---- |
| 1.        | 「SPOTLIGHT」                     | ZERO (YVES&ADAMS)                                                       | Albin Nordqvist, Adrian McKinnon, GASHIMA | Albin Nordqvist | 3:59 |
| 2.        | 「SHINE FOREVER (Japanese ver.)」 | - Lish, Stereo14, BiNTAGE, Jooheon, I.M - ZERO (YVES&ADAMS)（日本語詞） | Lish                                      |                 | 3:29 |
| 合計時間: | 合計時間:                         | 合計時間:                                                               | 合計時間:                                 | 合計時間:       | 7:28 |

| #  | タイトル                          | 作詞 | 作曲・編曲 | 監督 |
| -- | --------------------------------- | ---- | ---------- | ---- |
| 1. | 「SPOTLIGHT」(Music Video)        |      |            |      |
| 2. | 「SPOTLIGHT」(Music Video Making) |      |            |      |

## 曲の解説
1. SPOTLIGHT
意中の女性をスポットライトに例えた歌詞となっている[5]。
ボーカルパートについて、ウォノは「ショヌからヒョンウォンまで歌が繋がっているパート」をポイントとし、「凄く格好良くてソフトな印象で、この曲の魅力を大きくしていると思う」と語っており、パフォーマンス面についてショヌは「ミニョクのパートにおけるドミノ倒しのように一人ずつ出てくるところ」をポイントとして挙げている[8]。
ミュージック・ビデオは駐車場で撮影され、監督・照明・カメラマン・振付け師はMONSTA Xのワールドツアーに同行したチームのメンバーで構成された[9]。
発売に先駆けて、2017年12月19日・20日に東京国際フォーラム ホールAで開催された『MONSTA X, Christmas Party 2017』で初披露された[10]。
2018年に韓国で発売された2ndフル・アルバム『Take.1 Are You There?』に韓国語バージョンが収録された。韓国語バージョンの作詞はウォノが担当[11]。
2. SHINE FOREVER (Japanese ver.)
韓国で2017年6月19日に発売された1stアルバムのリパッケージ盤『SHINE FOREVER』の日本語バージョン[5]。